# Joias do Império do Brasil

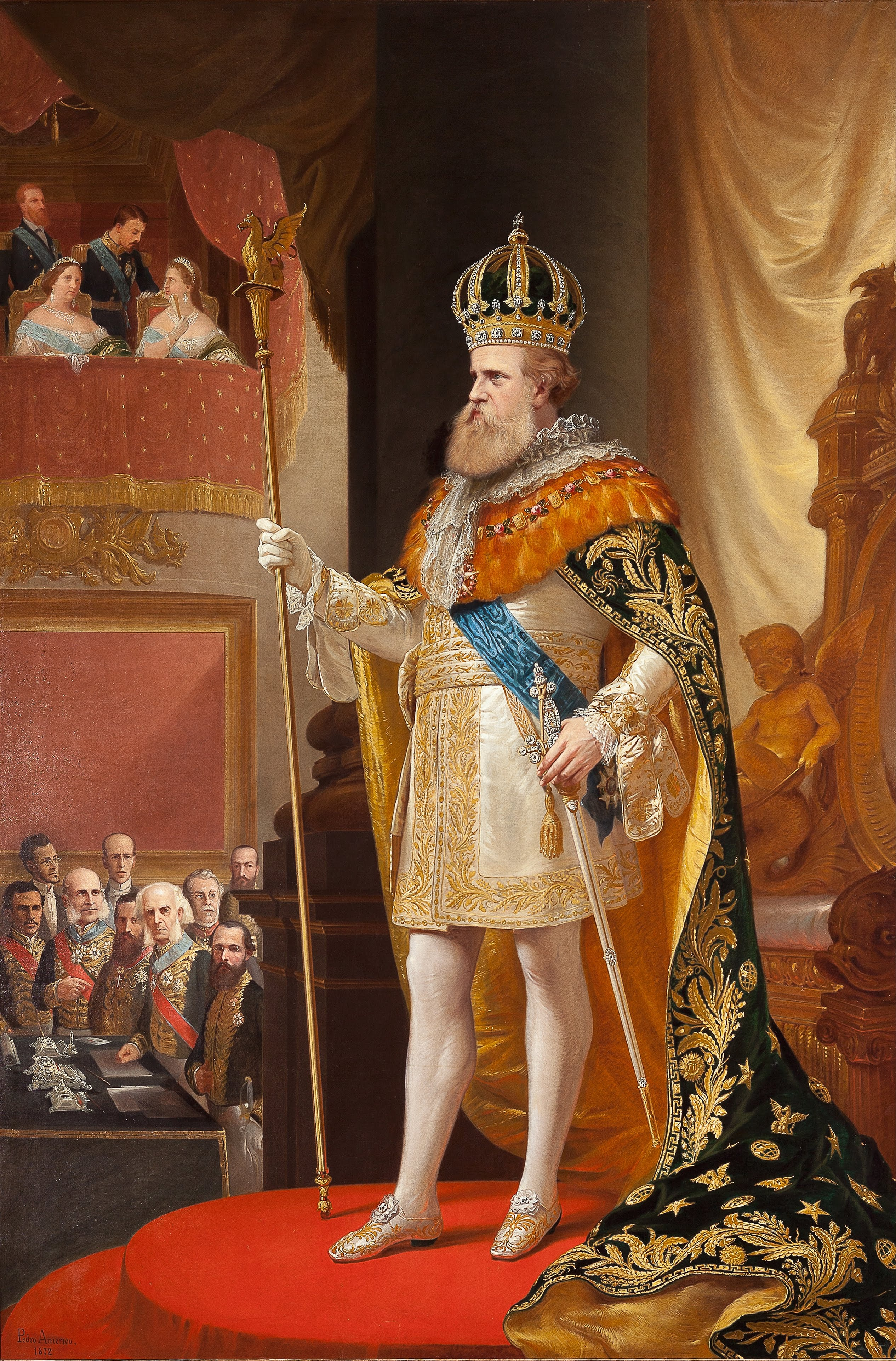
D. Pedro II na abertura da Assembléia Geral, durante a Fala do Trono. Pintura de Pedro Américo, em 1872. O imperador utiliza boa parte das joais da coroa.

As Joias da Coroa do Império do Brasil foram os adereços e regalias oficiais de uso do Imperador do Brasil durante o período imperial brasileiro. Eram utilizadas nas cerimônias de Aclamação, Sagração e Coroação dos imperadores do Brasil, e também nas sessões solenes de abertura e fechamento da Assembleia Geral (atual Congresso Nacional).
Fazem parte das regalias: a Coroa de Pedro I, a Coroa de Pedro II, o Cetro Imperial, a Mão da Justiça, os Trajes Majestáticos, a Espada do Ipiranga, o Orbe, a Pena da Abolição e as Ordens Honoríficas do Império, todos conservados em território brasileiro.
Utilizadas pela Família imperial brasileira até 1889, as Joias da Coroa é um dos trabalhos de joalheria mais importantes da América Latina. Parte das joias se encontram expostas no Museu Nacional no Rio de Janeiro e outras no Museu Imperial de Petrópolis desde 1943. Já a Espada do Ipiranga se encontra exposta no Museu Histórico Nacional, no Rio de Janeiro. Algumas outras jóias também se encontram em Brasília. 
Atualmente as Jóias (e também os museus) são pertencentes a União, que é sucessora (como pessoa jurídica) da Coroa do Império do Brasil (entendida como uma pessoa jurídica).

## Coroa de Pedro I

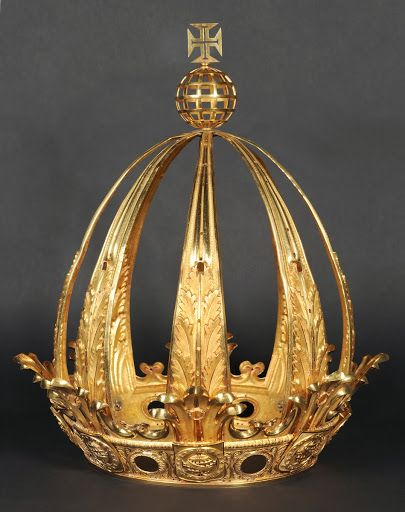
Coroa de Pedro I, esvaziada de suas joias. Os diamantes foram instalados na nova coroa de Pedro II.

Feita em 1822 para a coroação do primeiro imperador do Brasil, D. Pedro I, pelo ourives Manuel Inácio de Loiola, a coroa de D. Pedro I é quase o inverso da coroa real de Portugal. A estrutura de ouro maciço foi adornada com 639 diamantes e decorada com vários elementos vegetais e brasões imperiais gravados. O seu topo é decorado com uma esfera armilar encimada por uma cruz patada. Esvaziado de suas joias na época da criação da coroa de D. Pedro II em 1841, seu último uso remonta à repatriação dos restos mortais do imperador D. Pedro I em 1972.

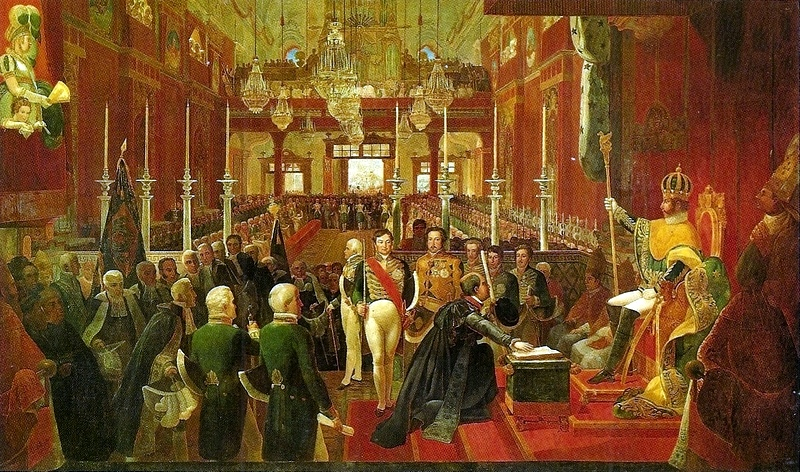
Coroação de D. Pedro I em 01 de dezembro de 1822, na Capela Imperial do Rio de Janeiro, por Jean Baptiste Debret.

Após a proclamação da República, ela ficou desaparecida, até ser encontrada por um funcionário da Casa da Moeda, em 1943. Atualmente, está em exposição como parte acervo do Museu Imperial, em Petrópolis.

## Coroa de Pedro II

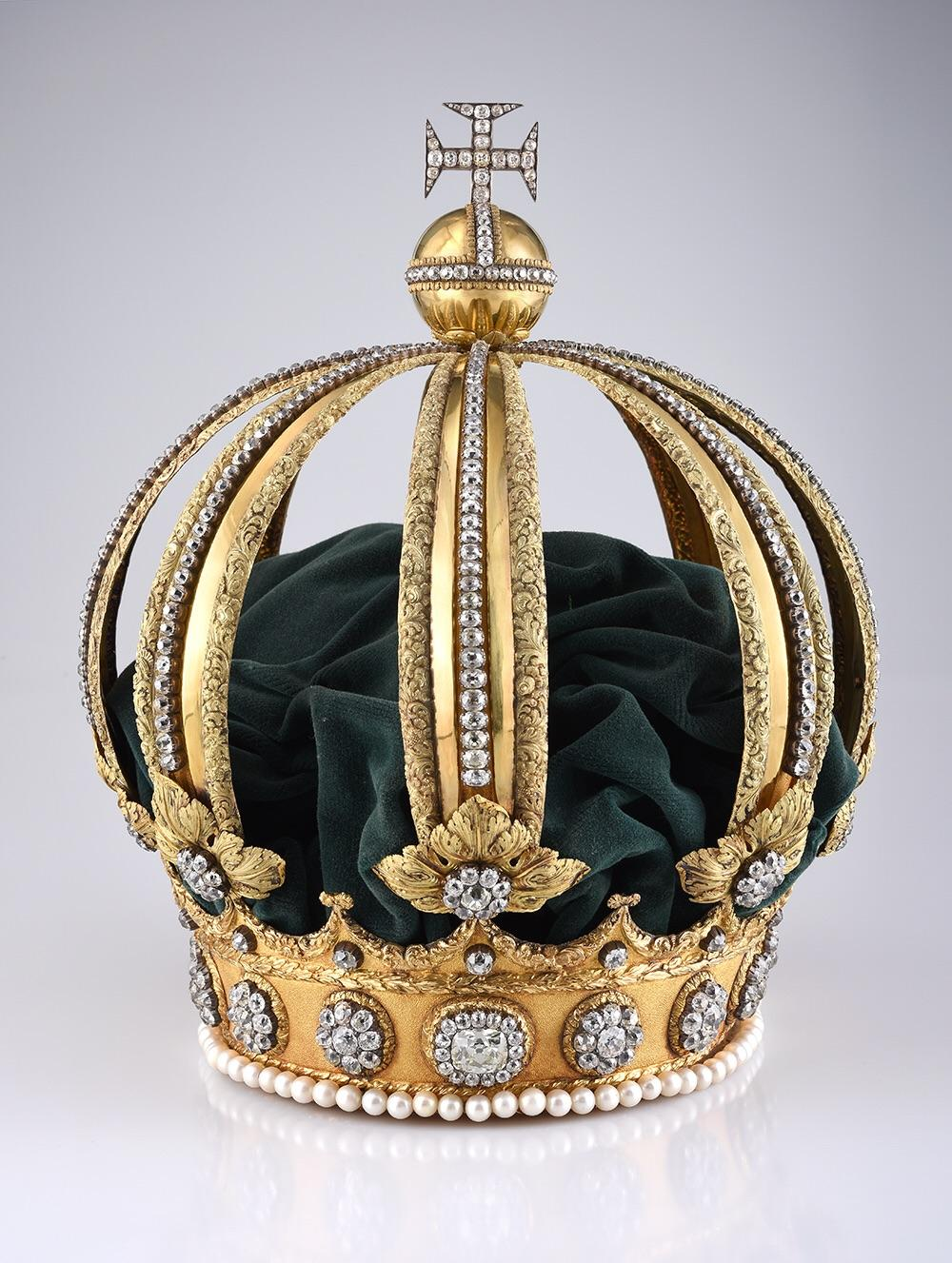
A Coroa de Pedro II.

A Coroa de Pedro II foi confeccionada em 1841 pelo joalheiro Carlos Martin, a coroa de D. Pedro II é composta em ouro 18 quilates com os diamantes da antiga Coroa Imperial e com as pérolas de um colar da Imperatriz Leopoldina. Ao todo são 639 diamantes e 77 pérolas de oito milímetros cada uma, em uma estrutura que pesa um quilo e novecentos gramas, com diâmetro de 205 milímetros e altura de 31 centímetros. 

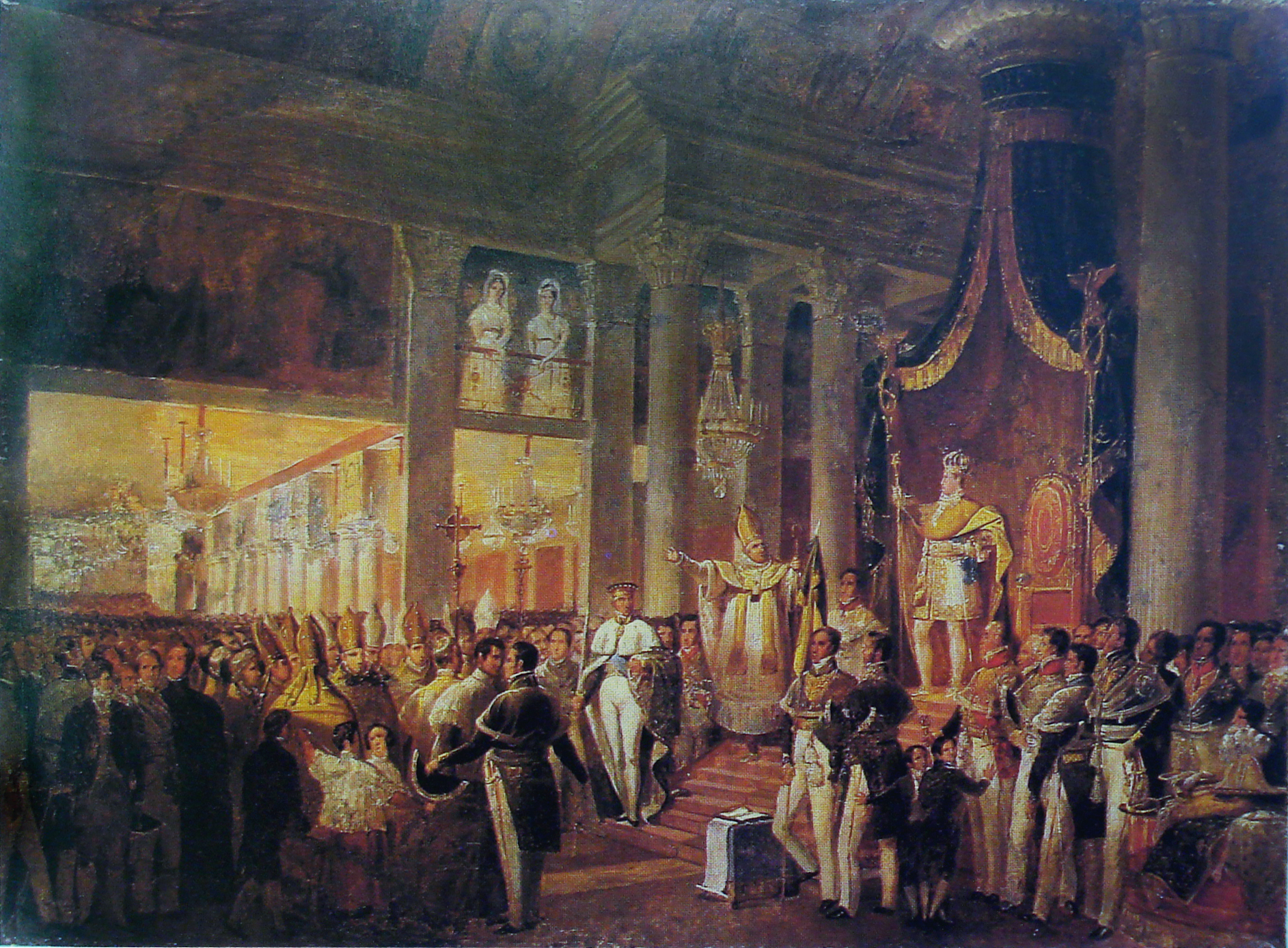
A Coração de D. Pedro II, pintura de Manuel de Araújo Porto-Alegre, c. 1840. Acervo do Museu Histórico Nacional.

A Coroa é composta por oito semiarcos que se encontram ao topo em um orbe, o “globus cruciger”, encimado por uma Cruz de Cristo; ela é forrada internamente por veludo verde escuro, mesma cor do Manto Imperial.
A Coroa Imperial, símbolo do poder e legitimidade do monarca, assim como do próprio Estado, é a uma das joias mais importantes já feita nas Américas. Era utilizada apenas durante a cerimônia de Coroação e na Abertura e Fechamento dos trabalhos na Assembleia Geral, na cerimônia chamada de “Fala do Trono”.
A Coroa foi apresentada pela primeira vez ao público em 8 de julho de 1841, apenas dez dias antes da cerimônia de Coroação e desde a proclamação da república até a inauguração do Museu Imperial em Petrópolis, em 1943, foi mantida guardada nos cofres do Tesouro Nacional, junto com as outras Joias da Coroa.

## Cetro Imperial

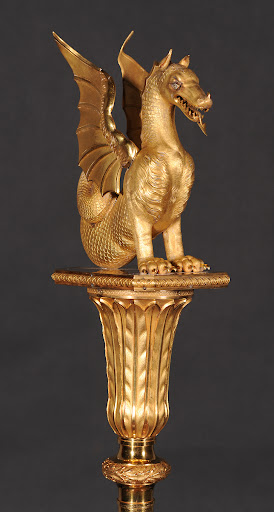
O Cetro Imperial.

Confeccionado pelo ourives fluminense Manuel Inácio de Loiola, o mesmo que confeccionou a primeira Coroa Imperial para a cerimônia de Coroação de D. Pedro I em 1822. O Cetro Imperial era entregue ao soberano por último durante a cerimônia, após a entrega da Mão da Justiça. A peça foi confeccionada inteiramente em ouro com decoração de grinalda de folhas, frutos de carvalho e um molho de folhagens. A haste é em latão, chapeada a ouro. Medindo dois metros e meio, sobre o topo, há uma serpe,um dragão alado de duas patas representando as armas Casa de Bragança, com asas espalmadas, a cauda revirada para cima, boca aberta, língua móvel e farpada e olhos com brilhantes incrustados que foram afixados na época da coroação de d. Pedro II.

## Traje Imperial

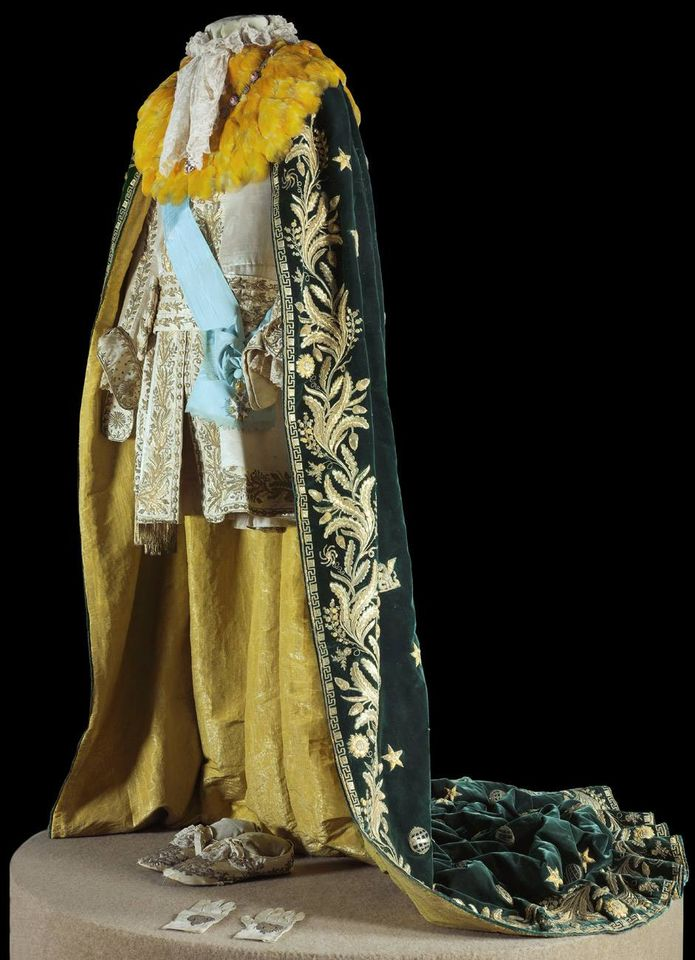
O Traje Majestático.

### Manto Imperial
Utilizado juntamente com a Coroa Imperial e o Cetro Imperial durante cerimônias da Coroação e das solenes da abertura e fechamento da Assembleia Geral, quando Imperador proferia a “Fala do Trono”, o Manto Imperial foi confeccionado para a Coroação de Dom Pedro I em 1822.

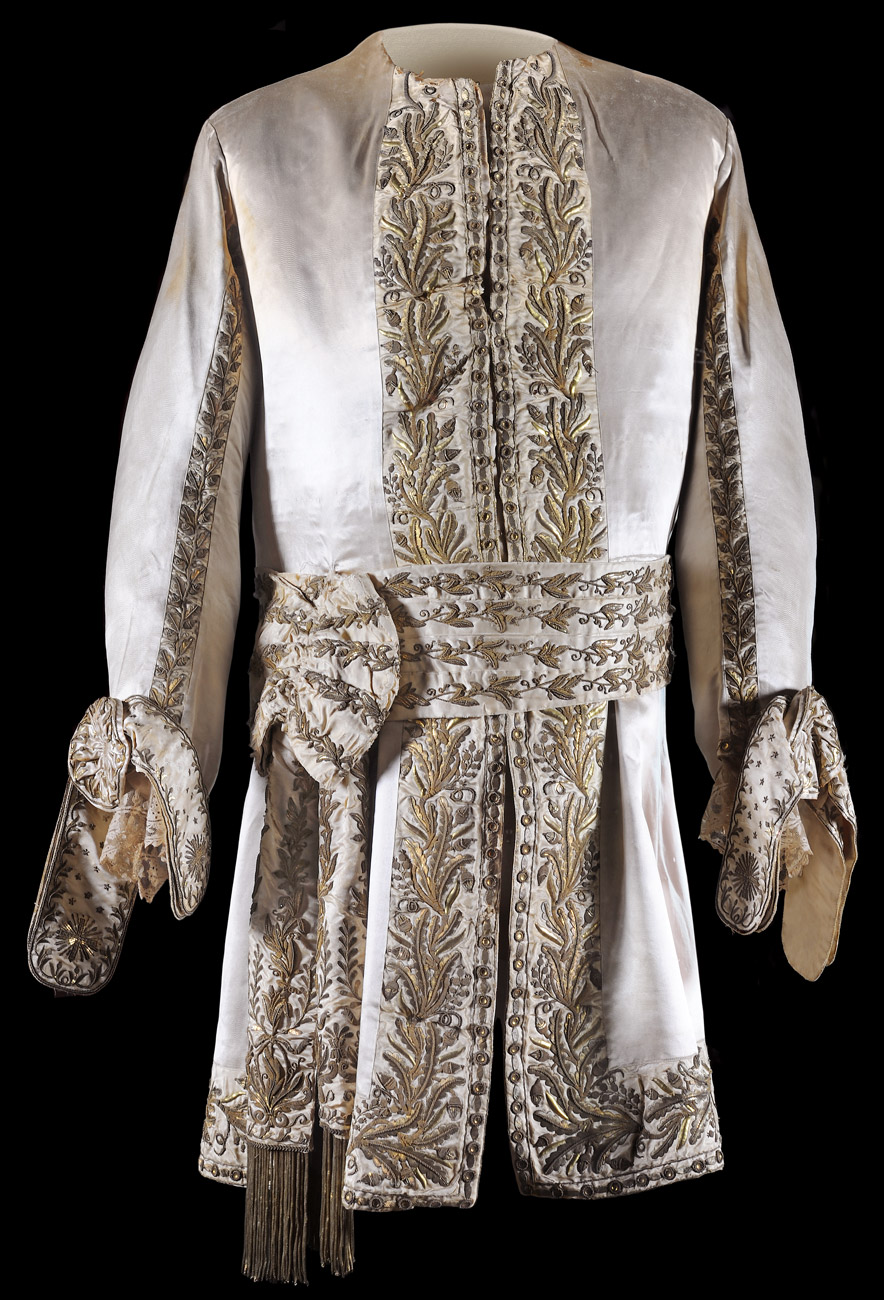
A veste Imperial.

Atualmente o Manto Imperial com as vestes de D. Pedro II, que haviam pertencido ao seu avô, o Imperador Francisco I da Áustria, encontra-se no Museu Imperial em Petrópolis.

### Murça de Penas
A Murça era feita de penas, primeiramente de galo-da-serra, sendo refeita durante o Segundo Reinado por penas de papo de Tucano, ambas amarelas. A confecção da primeira murça é atribuída a um comerciante que a encomendou aos índios Tirió e com ela presenteou o Imperador.

### Chapéu Imperial
Chapéu de veludo branco com bordados dourados. Aba frontal elevada, copa redonda com rosácea formada por bolotas e folhas de carvalho intercaladas num círculo formado por ramos e folhas de carvalho na parte central superior; faixa circundando a junção entre a copa e a aba com bordados a ouro formando ramos de carvalho.

## Mão da Justiça

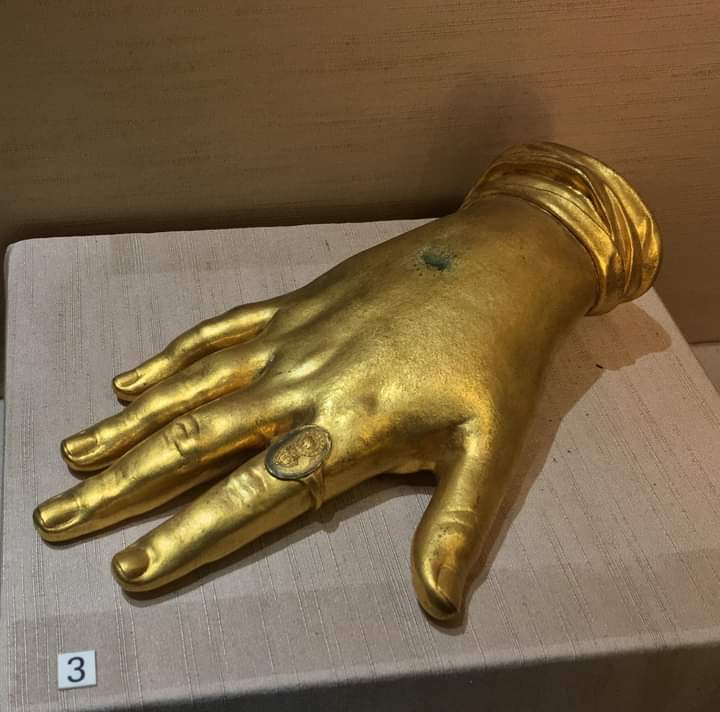
A mão da justiça.

Uma tradição medieval da monarquia francesa retomada no século XIX por Napoleão Bonaparte, a Mão da Justiça foi também incorporada ao rito do Império do Brasil, tornando-se uma das insígnias da monarquia brasileira durante a coroação do Soberano.

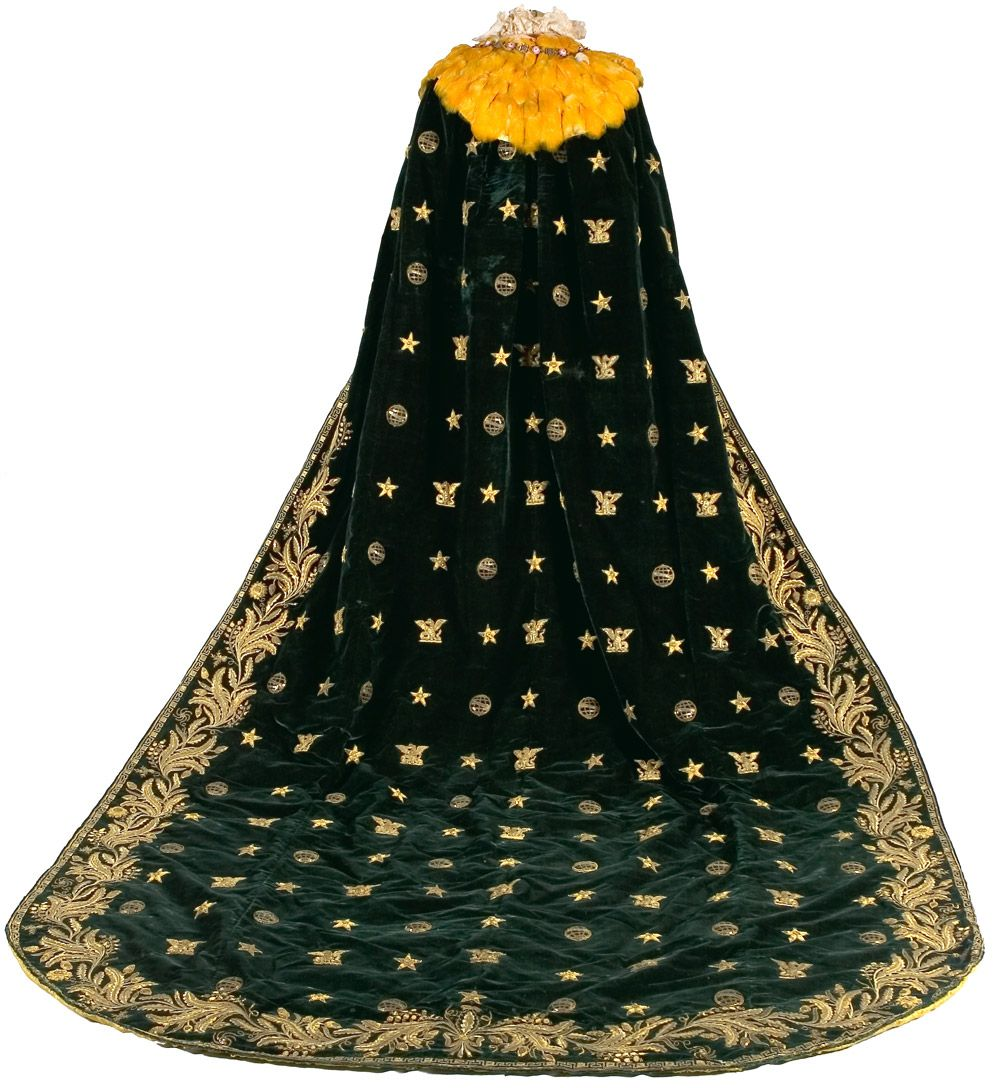
O Manto Imperial.

A escultura original em gesso, que traz o sinete com as Armas do Império no dedo anular, foi moldada pelo escultor Marc Ferrez, no dia 7 de março de 1841, a partir da mão direita do próprio Imperador menino, Dom Pedro II.
Segundo o ritual brasileiro da Coroação, depois de ungido e coberto pelo manto imperial, o imperador voltaria ao Trono de onde ouviria uma celebração religiosa, na época uma missa da Igreja Católica, já que o cristianismo católico era a religião oficial do país (que somente se tornou um país laico em 1891). Atualmente em posses de autoridades do poder judiciário, prefeitos, governadores, e na de pelo menos um presidente da república, estes preferiram a realização de cultos ecumênicos. Após a celebração religiosa o imperador receberia do celebrante (nas coroações de Pedro I e Pedro II um Bispo da Igreja Católica) a Espada do Ipiranga, o Cetro Imperial, a Coroa, o Orbe e a Mão da Justiça.

Por ocasião da maioridade de Pedro II, foram feitas algumas esculturas em bronze-dourado.

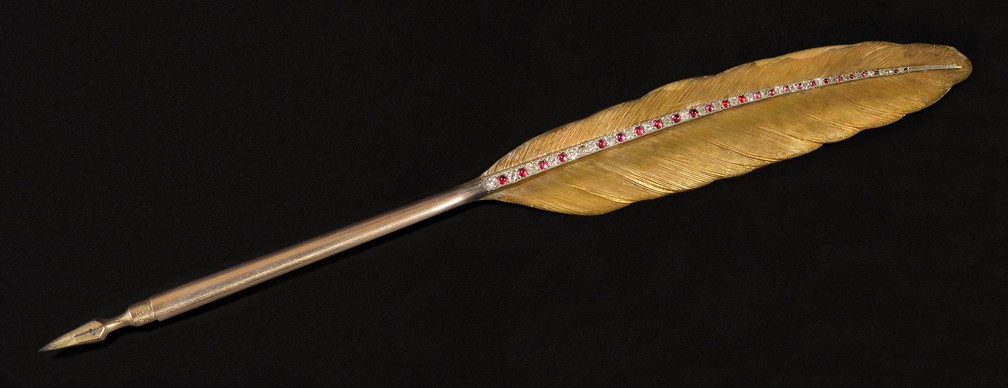
A Pena da Abolição.

## Pena de Abolição
A Caneta Abolicionista é a caneta com a qual a Princesa Imperial Isabel assinou a Lei Áurea em 1888, acabando com a legalidade da escravidão no Brasil. Financiado pela população quando se sabia que o projeto seria aprovado pela Assembleia Geral, é inteiramente feito de ouro 18 quilates e decorado com 27 diamantes e 25 rubis.

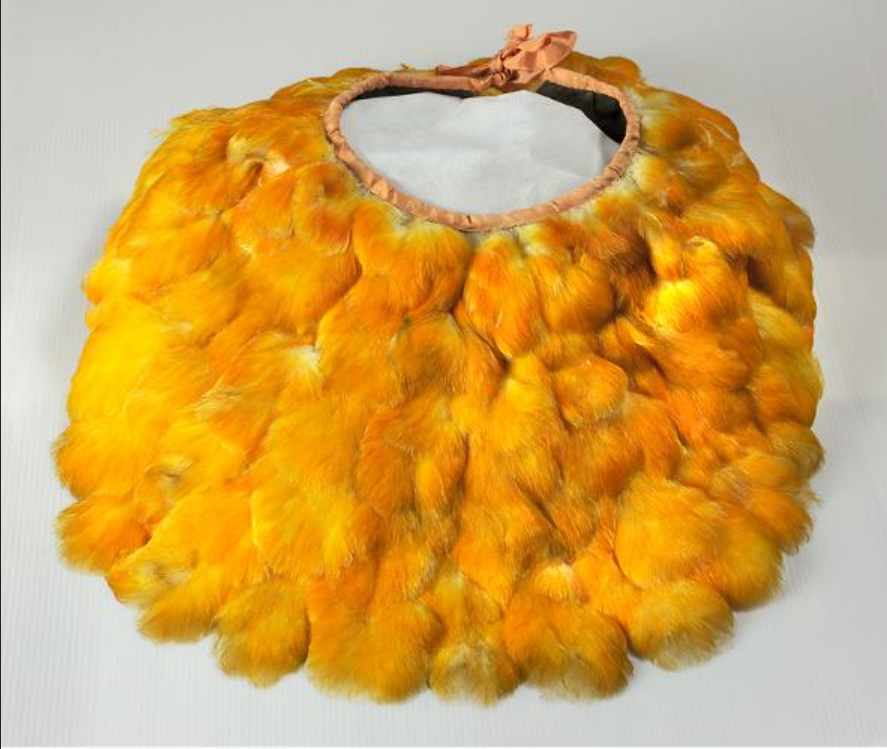
O murça do traje majestático.